# Chillia (distrito)
Chillia é um dos 13 distritos da província de Patáz, localizado na região de La Libertad

## Transporte
O distrito de Chillia é servido pela seguinte rodovia:
- LI-127, que liga o distrito de Buldibuyo à cidade de Parcoy
- LI-128, que liga o distrito de Tayabamba à cidade de Taurija [1][2][3]